# Collège Saint Marc

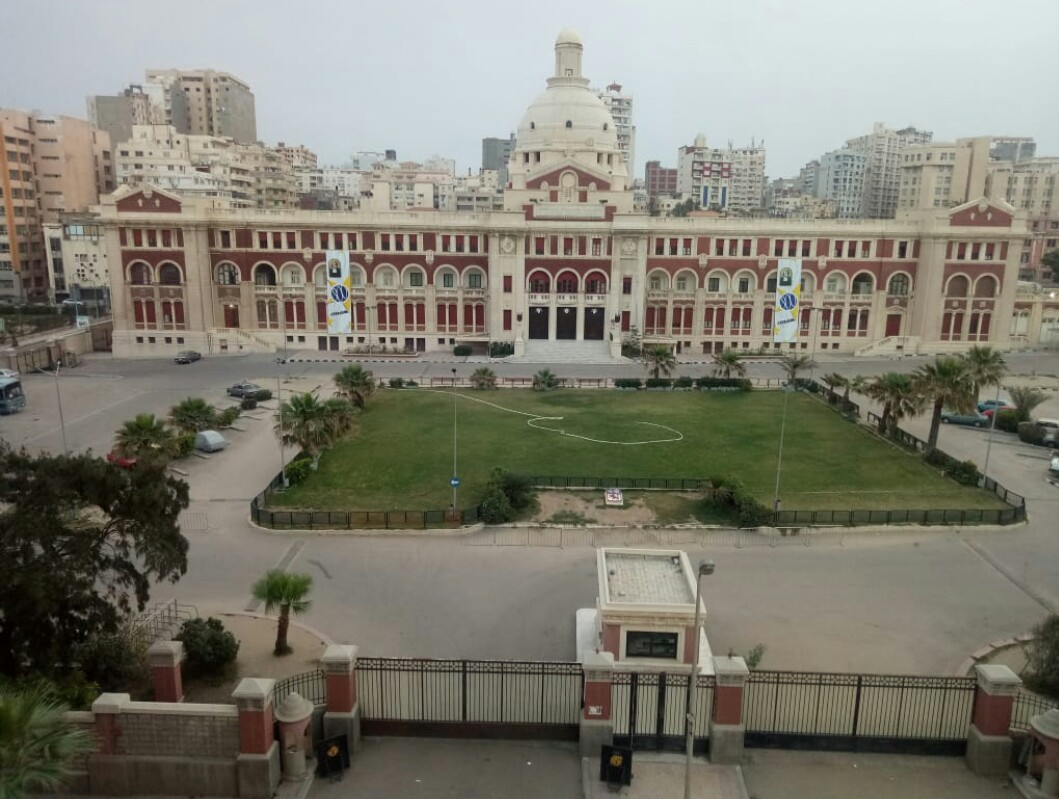
College Saint Marc, Alexandria

Collège Saint Marc é uma escola católica francesa e uma instituição educacional privada, localizada em Alexandria, no Egito. Foi fundada em 1928 pelos Irmãos das Escolas Cristãs (Frères des Ecoles Chrétiennes). 

## Alunos famosos
- Dodi Al-Fayed, empresário egípcio;
- Ahmad Esmat Abd al Meguid, diplomata egípcio;
- Youssef Chahine, diretor cenógrafo e produtor de cinema egípcio;